# ذخیره‌گاه طبیعی قورغالجین
ذخیره‌گاه طبیعی ملی قورغالجین (قزاقی: Қорғалжын мемлекеттік табиғи қорығы، قورعالجىن مەملەكەتتىك تابيعي قورىعى) یک ذخیره‌گاه طبیعی و جزء میراث جهانی یونسکو در قزاقستان است.